# Nikola Kuljača
Nikola Kuljača (in serbo Никола Куљача?; Belgrado, 16 agosto 1974) è un pallanuotista serbo, vincitore di una medaglia di bronzo alle olimpiadi di Sydney 2000 e di una medaglia d'argento ad Atene 2004, oltre che di un oro europeo nel 2001. Ha indossato le calottine del Partizan Belgrado e del Palermo. 